# Sebastian Nachreiner
Sebastian „Wastl“ Nachreiner (* 23. November 1988 in Gottfrieding) ist ein ehemaliger deutscher Fußballspieler, der für den SSV Jahn Regensburg aktiv war.

## Laufbahn
Von seinem Heimatverein FC Gottfrieding wechselte Nachreiner in die Jugend des FC Dingolfing. Nach seinen ersten drei Jahren in der ersten Dingolfinger Mannschaft (damals fünfklassige Landesliga Mitte) wechselte er 2010 zum SSV Jahn Regensburg, wo er zwar mit den Profis trainieren, aber zunächst nur für die zweite Mannschaft spielen sollte. Doch nach nur acht Spielen in der Landesliga stieg er fest in den Drittliga-Kader der Oberpfälzer auf. Beim Auswärtsspiel in Jena in der Saison 2010/11 feierte er sein Profidebüt und avancierte mit guten Leistungen in der zweiten Saisonhälfte zum Stammspieler. Auch im Jahr darauf war er eine feste Größe in der Jahn-Abwehr: Regensburg erreichte 2012 Platz drei, in der Relegation setzte sich das Team gegen den Karlsruher SC durch und stieg in die 2. Bundesliga auf. Dort absolvierte Sebastian Nachreiner nahezu alle Spiele über die volle Spielzeit, ebenso wie in der darauf folgenden Drittligasaison, in der er zum Kapitän ernannt wurde. Am Ende verlängerte Nachreiner seinen auslaufenden Vertrag um zwei weitere Jahre. Nach insgesamt 13 Jahren als Profi beim SSV Jahn beendete Nachreiner 2023 seine aktive Karriere. Er ist mit 252 Ligaspielen Rekordspieler des Vereins seit dem Jahr 2000. Der Abwehrspieler war für Zuschauer und Verein eine wichtige Identifikationsfigur. Dies zeigte sich nicht zuletzt an einer großen Fan-Choreographie zu seinen Ehren anlässlich seines letzten Spiels. Nachreiner schenkte den Jahnfans zum Abschied eine Bronzebüste der Regensburger Fußballerlegende Hans Jakob.

## Privates
Sebastian Nachreiner ist der Sohn des ehemaligen Bundesligaspielers Anton Nachreiner. Neben der aktiven Karriere absolvierte Nachreiner ein Jura-Studium an der Universität Regensburg und arbeitet an seiner Dissertation.

## Erfolge
- 2012: Aufstieg in die 2. Bundesliga mit dem SSV Jahn Regensburg
- 2016: Aufstieg in die 3. Liga mit dem SSV Jahn Regensburg
- 2017: Aufstieg in die 2. Bundesliga mit dem SSV Jahn Regensburg